# Oberlin Smith
Oberlin Smith (* 22. März 1840 in Cincinnati, Ohio; † 18. Juli 1926) war ein US-amerikanischer Unternehmer und Erfinder. 

Oberlin Smith, 1888

## Ferracute
1863 gründete er mit einem Cousin in Bridgeton (New Jersey), Laurel Street, den Maschinenbaubetrieb Ferracute Machine Co. (1877 eingetragen) für Pressen, Ziehsteine und andere Werkzeuge für die Blech- und Metallbearbeitung und wurde in den USA das führende Geschäft für spanlose Umformarbeiten. Ursprünglich belieferte er Hersteller von Konservendosen. 1873 ging er eine Partnerschaft mit seinem Bruder Fred ein und verlegte den Betrieb an die Ostseite des East Lake. Als ihm 1903 der Betrieb abbrannte, hielt er die Produktion auf der anderen Straßenseite aufrecht. Später baute er auch Münzprägemaschinen für die kaiserliche chinesische Münze. Er belieferte auch die 1898 von Emil Berliner gegründete Victor Talking Machine Company. Ab 1910 belieferte er Ford mit Pressen. 
Sein Motto war „I can make a better one“. 1890 wurde er Präsident der American Society of Mechanical Engineers. 

## Magnetaufzeichnung

Zeichnung aus der Electrical World

Im Winter 1877/78 besuchte er Edison, der im Sommer zuvor seinen Phonograph erfunden hatte. Dieser rauschte und knisterte ihm zu sehr. Am 4. Oktober 1878 reichte er ein Patent caveat ein, zu einer Magnetaufzeichnung, wie er sie zehn Jahre später veröffentlichte. 
In der Electrical World vom 8. September 1888 veröffentlichte er eine Beschreibung seines Verfahrens zur Schallaufzeichnung mit einem metallspänehaltigen Baumwoll- oder Seidenfaden. Er stellte auch Überlegungen an, einen massiven Stahldraht zu verwenden, fürchtete jedoch, dass sich die Magnetisierung dabei unkontrollierbar über den ganzen Draht ausbreiten würde. Möglicherweise hat er ein funktionierendes Modell gebaut, aber es soll keines überlebt haben.
Darauf aufbauend entwickelte Valdemar Poulsen 1898 das Telegraphon.
1921/22 entwickelte er auch einen ferngesteuerten Plattenwechsler für 50 Platten namens Autofono.